# Nematocampa resistaria
Nematocampa resistaria là một loài bướm đêm thuộc họ Geometridae. Nó được tìm thấy ở British Columbia tới Nova Scotia, phía nam đến Florida và California.

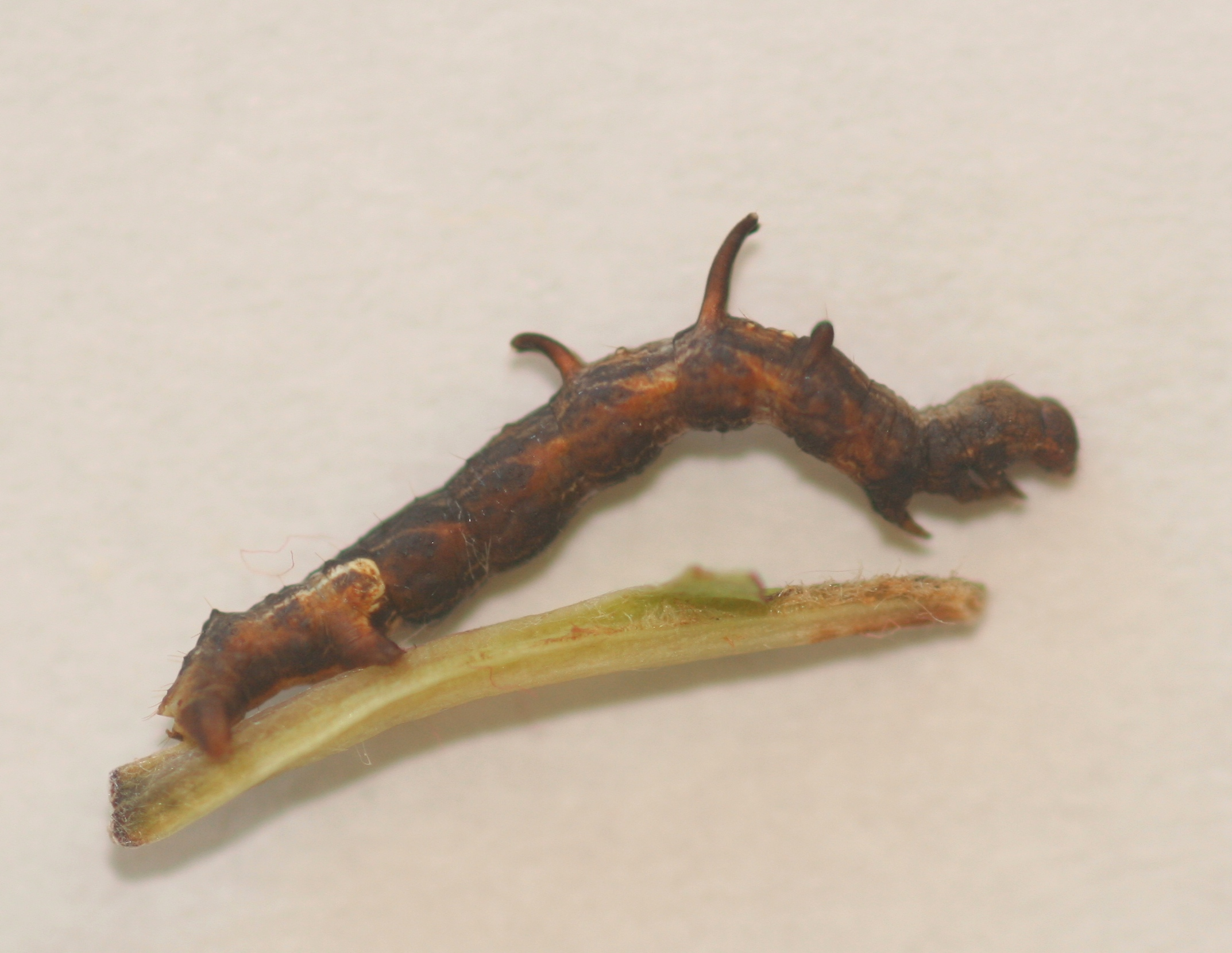
Sâu bướm

Sải cánh dài 19–25 mm. Con trưởng thành bay từ tháng 5 (or tháng 4 in the deep south) đến tháng 8. There is 1 generation ở phía bắc, hai thế hệ ở các bang giữa và nhiều thế hệ ở phía nam dải phân bố.
Ấu trùng ăn nhiều loại cây rụng lá và cây bụi khác nhau, gồm Pseudotsuga, Tsuga, Abies, Picea, Salix, Betula papyrifera, Corylus, Fragaria và Daucus.